# Bhiwandi
Bhiwandi är en stad i västra Indien och ligger i distriktet Thane i delstaten Maharashtra. Staden är belägen cirka 5 mil nordost om Bombay och är känd för sin omfattande textilindustri. Folkmängden uppgick till cirka 700 000 invånare vid folkräkningen 2011. Storstadsområdet beräknades ha cirka 830 000 invånare 2018.